# 火腿
火腿（英語：Ham），是經過鹽漬、煙燻、发酵和乾燥處理的醃製动物後腿，一般用豬肉和雞肉后腿。或是以豬、牛肉的肉泥，添加澱粉與食品添加劑，壓製而成的「三明治火腿」。營養成份主要為蛋白質、鐵質及維生素B1。

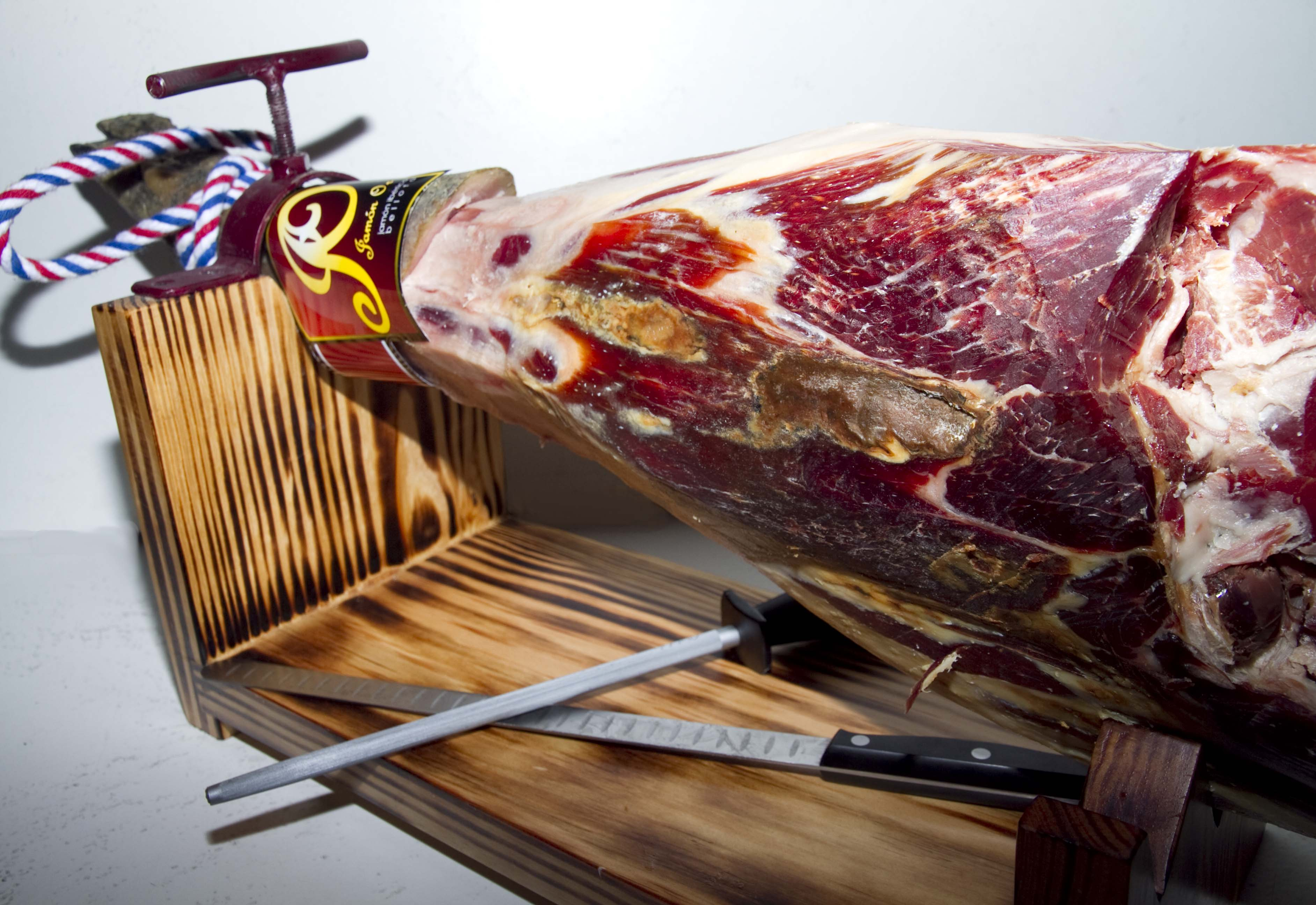
西班牙伊比利亚火腿
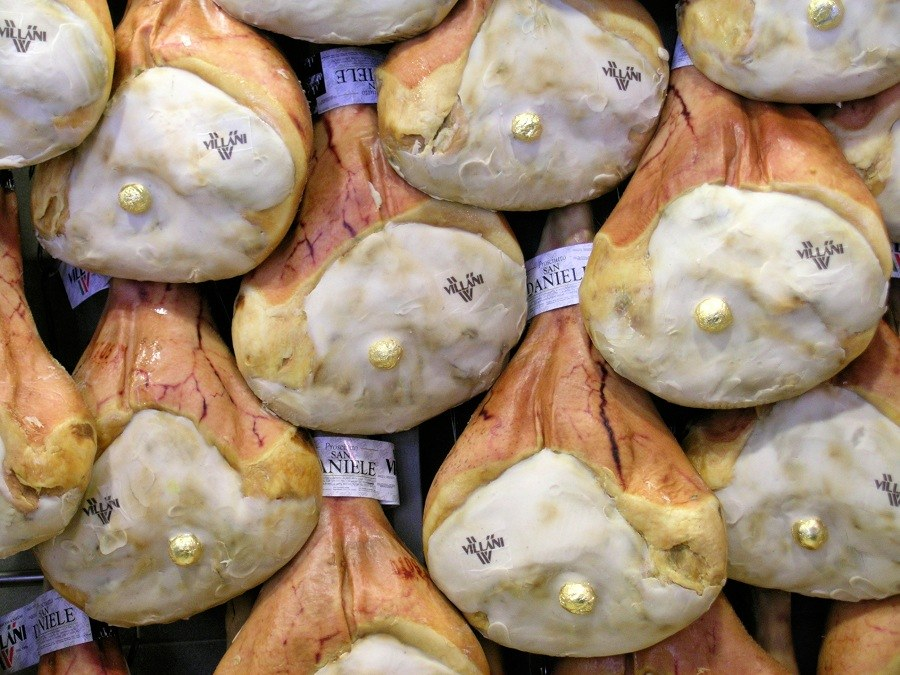
意大利帕爾瑪火腿
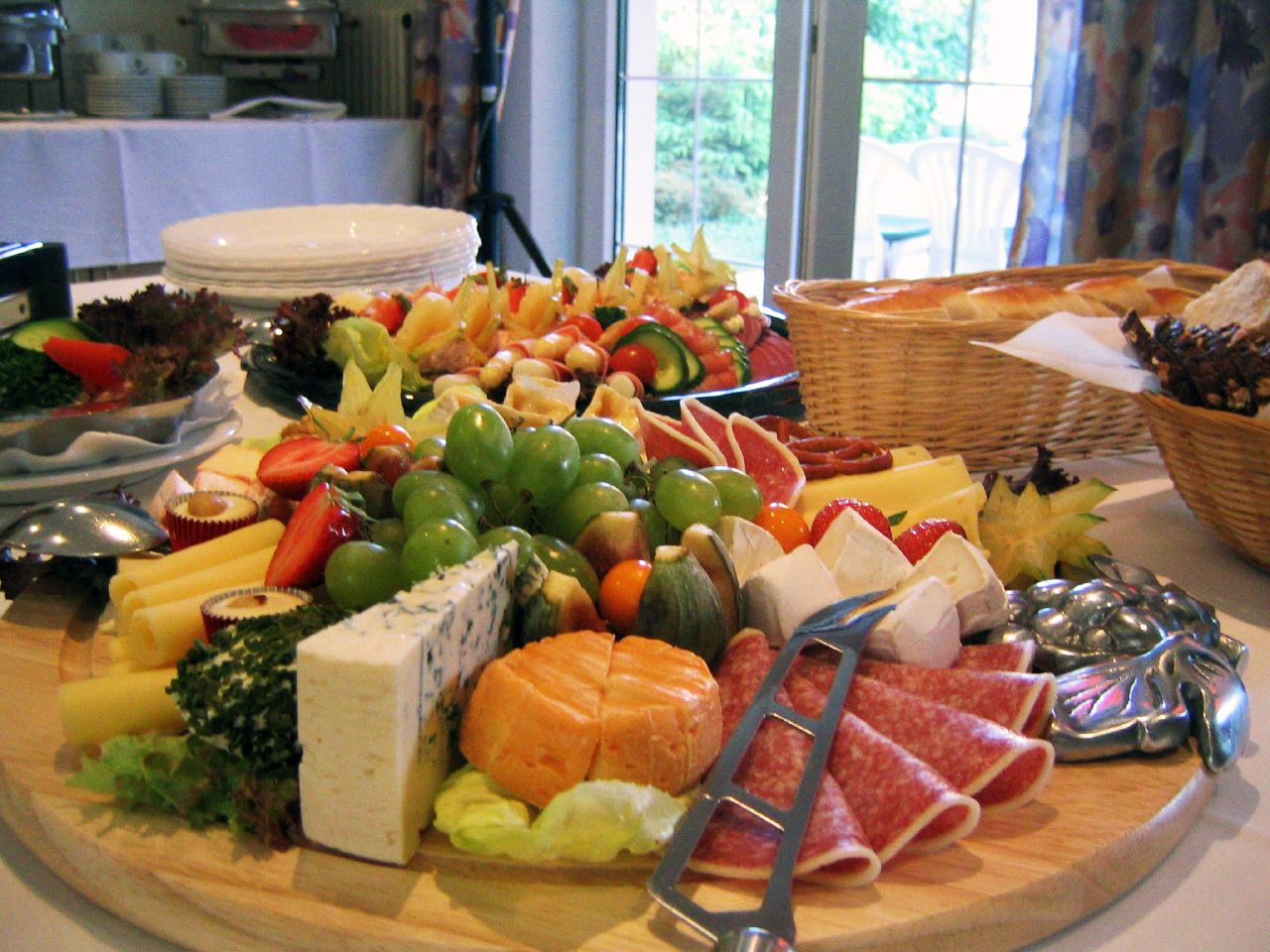
奶酪与火腿拼盤
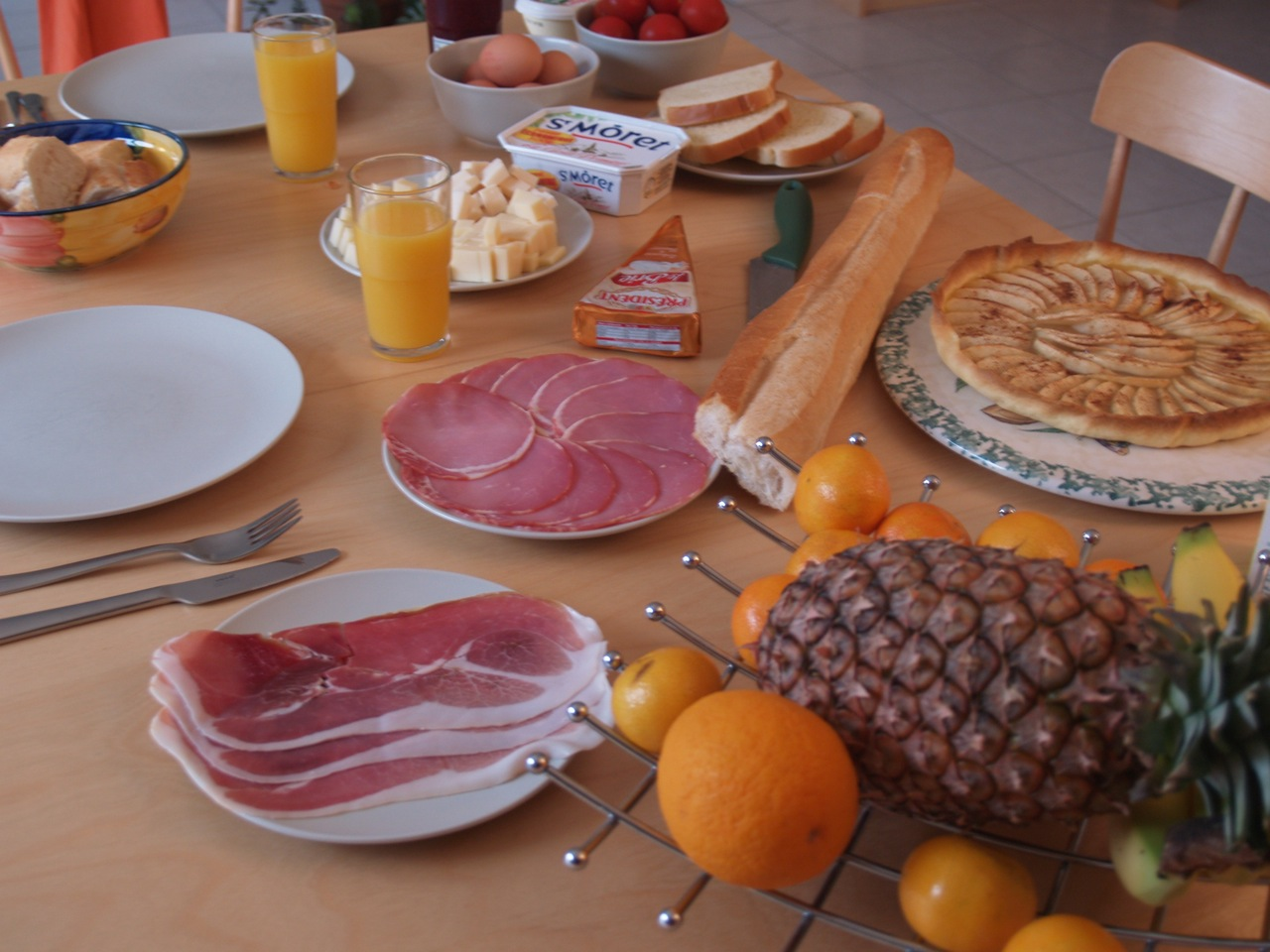
餐桌上的火腿
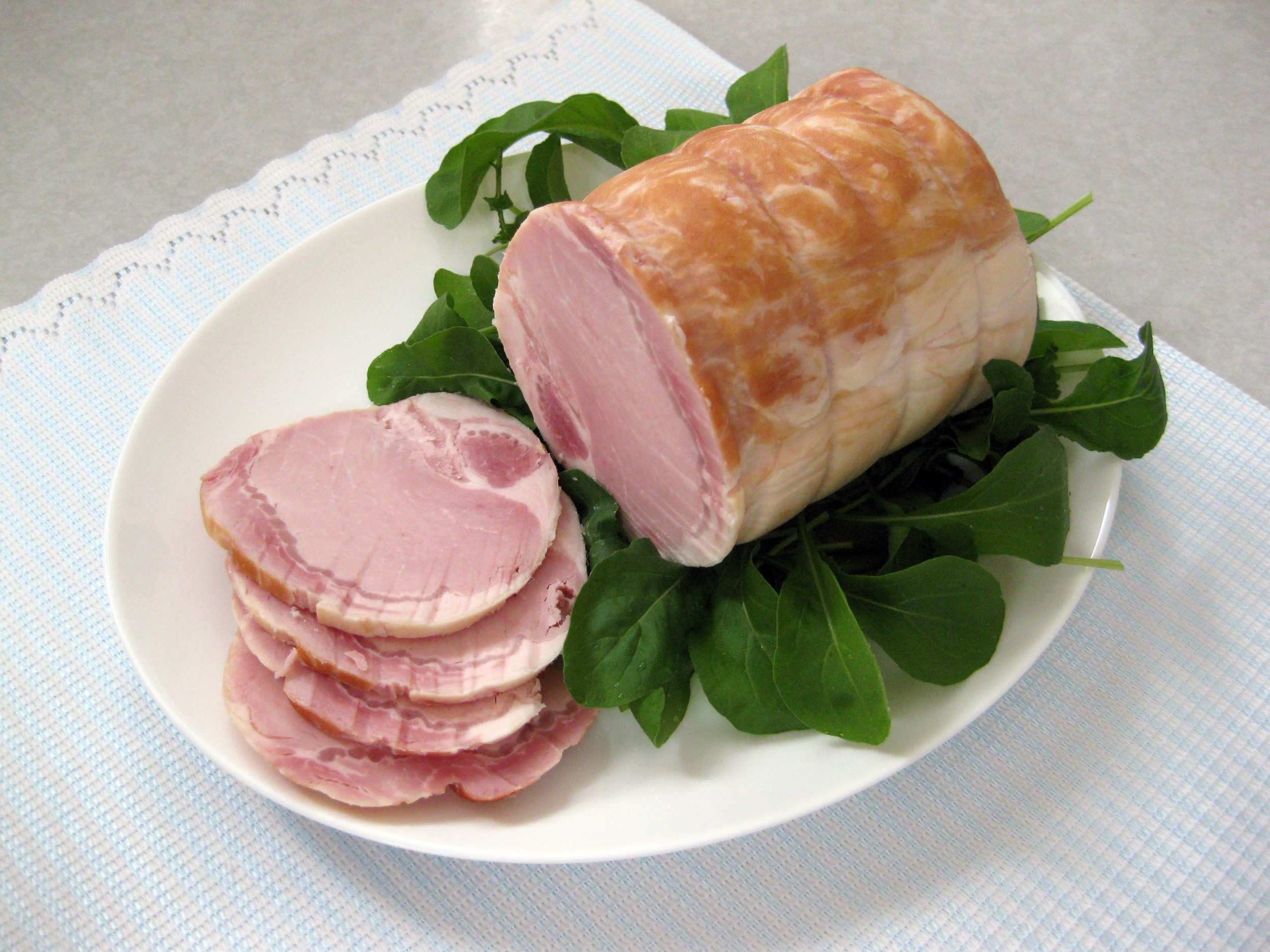
日本豬肩肉火腿
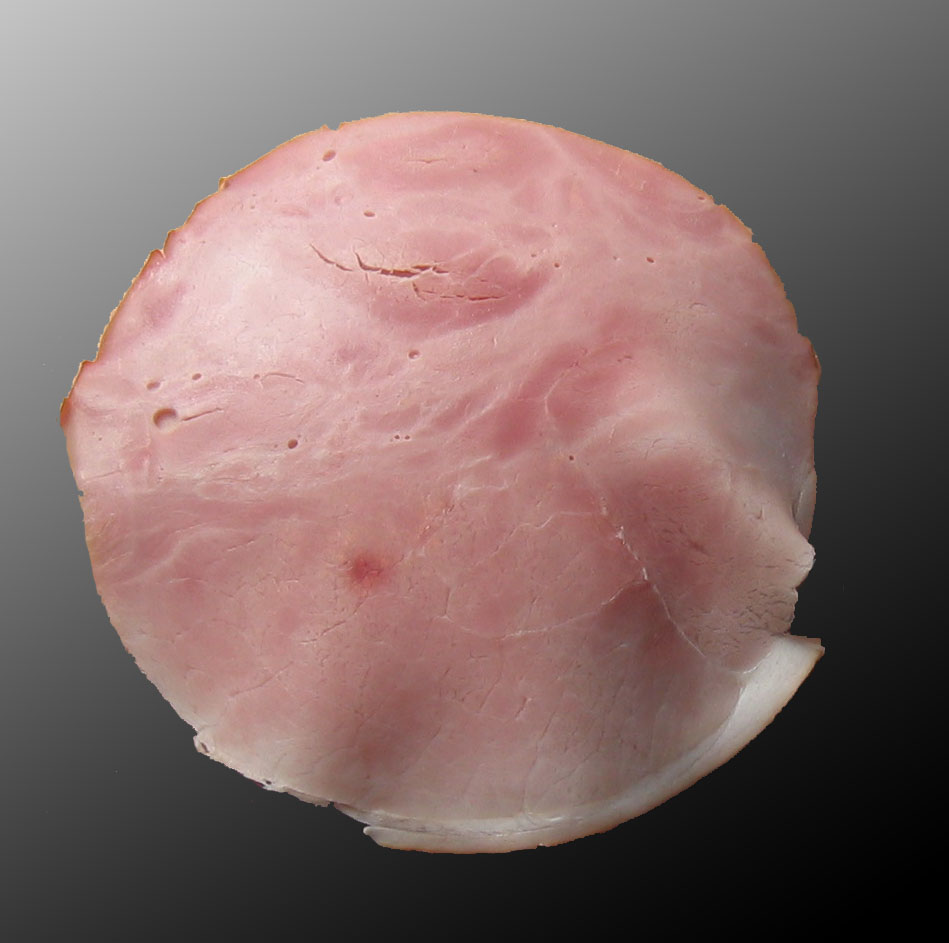
「三明治火腿」切片
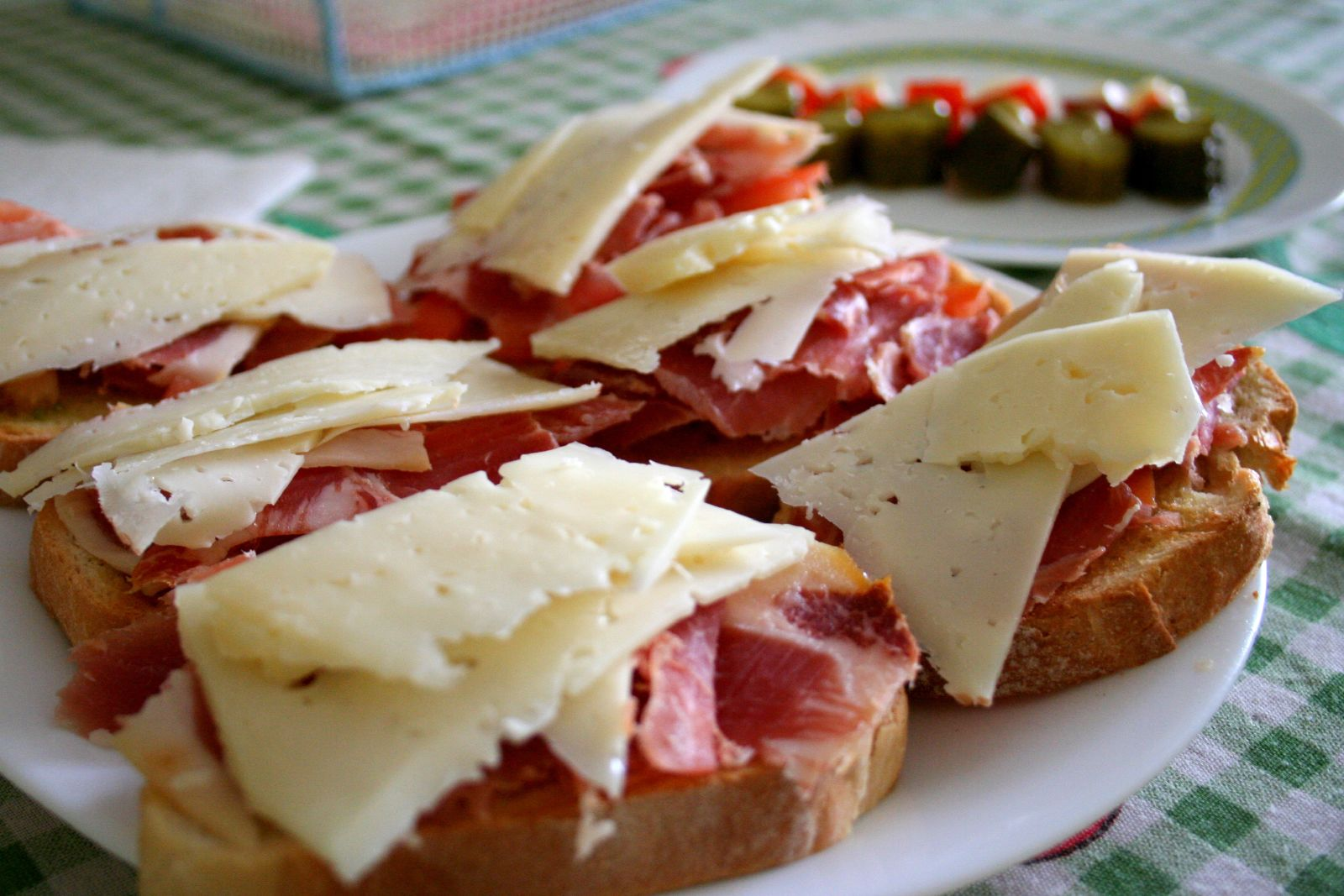
奶酪火腿三明治
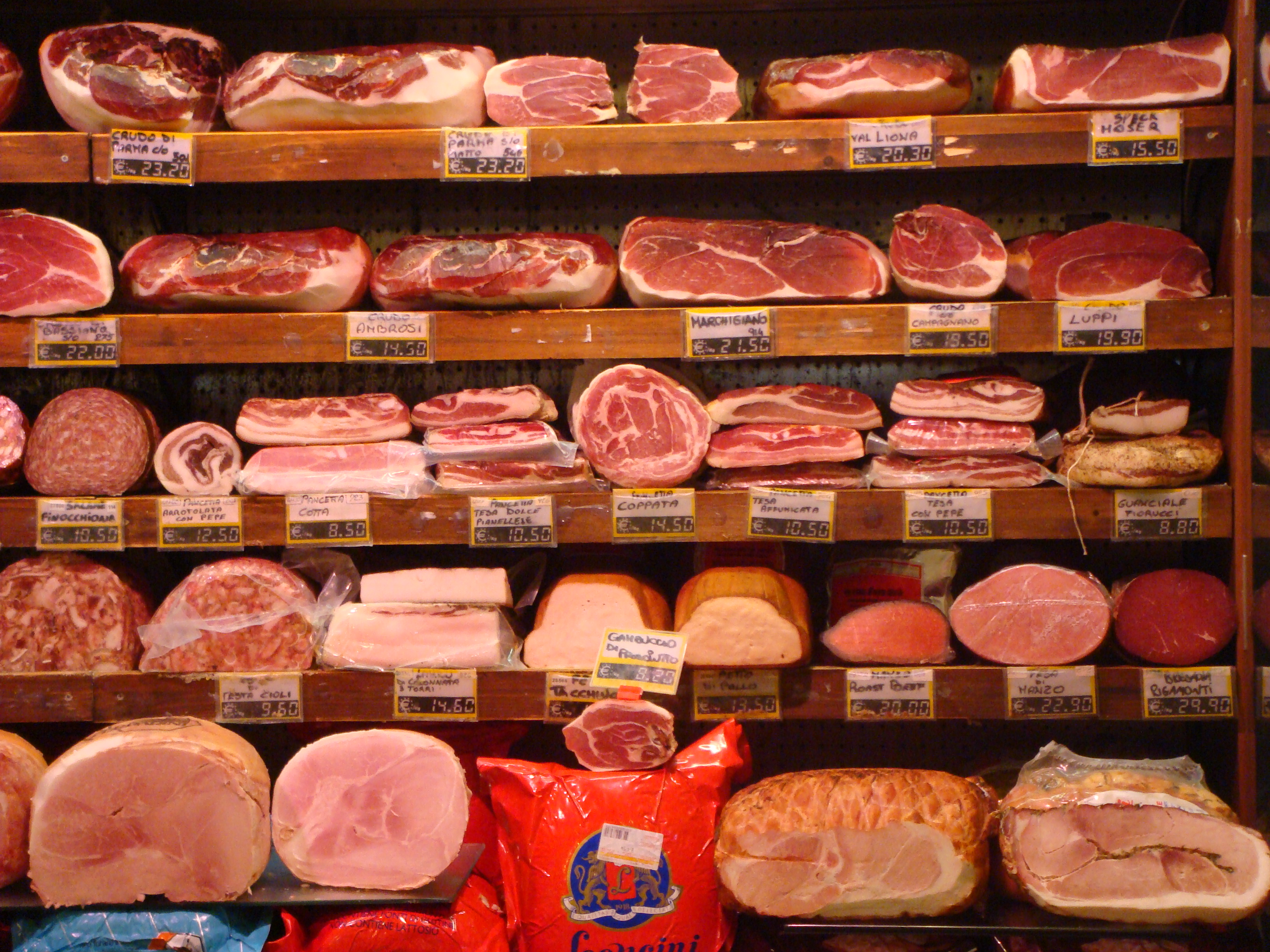
火腿店裏的各種火腿

## 歷史
在古代沒有冰箱等保存食物的良好方法前，將新鮮食物以食盐醃製並脫水，是防止食物腐爛的最佳方法。火腿是人類最古老的肉食之一，世界各地均有食用火腿的历史。現代一部分以特殊方法製造的火腿，已經成為高級食品。

## 各地的火腿

### 中国
- 浙江金华火腿，又名南腿
- 云南宣威火腿，又名雲腿
- 江苏如皋火腿，又名北腿
- 江西安福火腿
- 湖北鄂西火腿（恩施火腿）
- 贵州威宁火腿、盘县火腿
- 安徽黄山火腿（皖南休宁火腿）

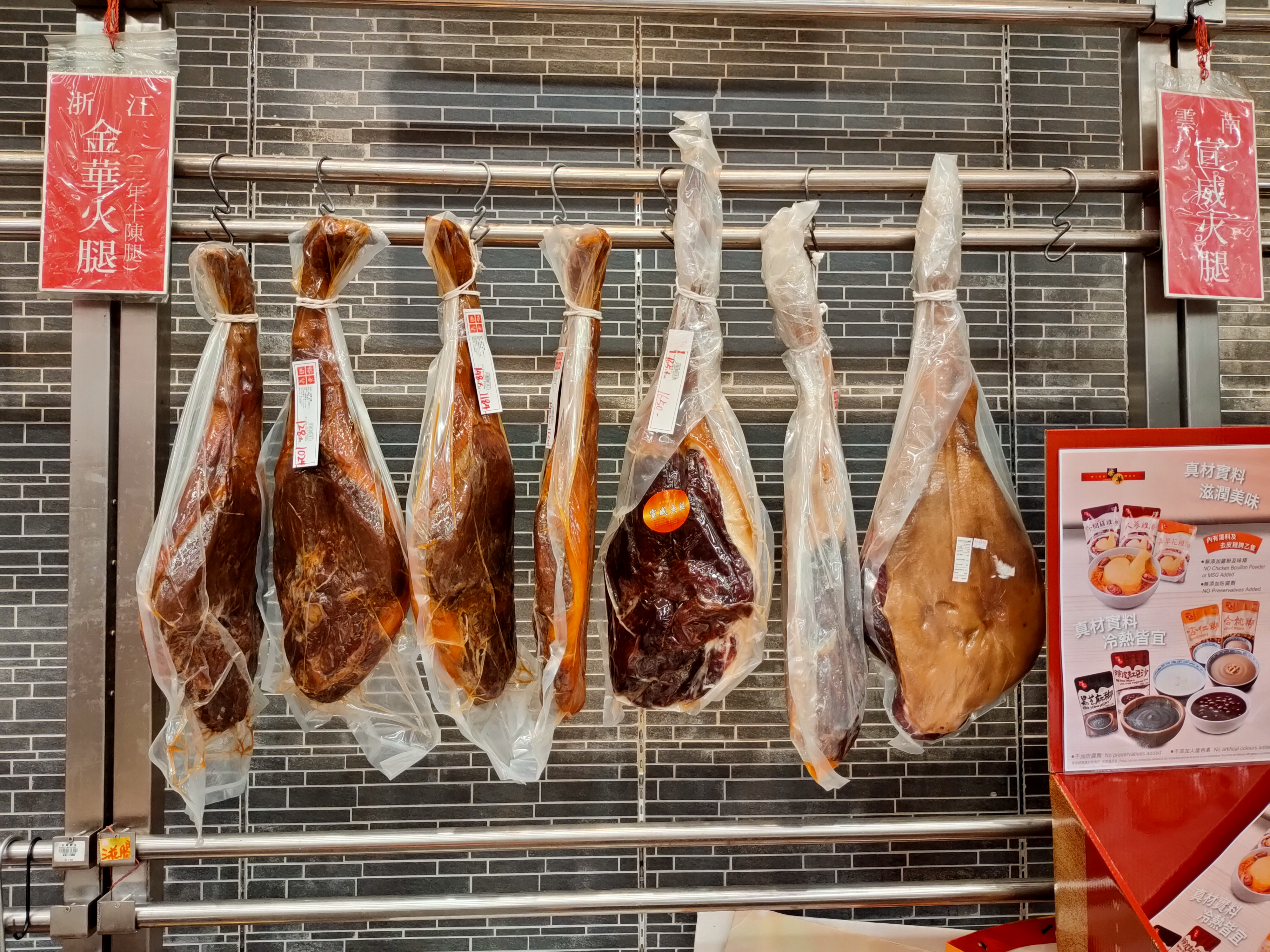
香港九龙一市场内售卖的浙江金华火腿与云南宣威火腿

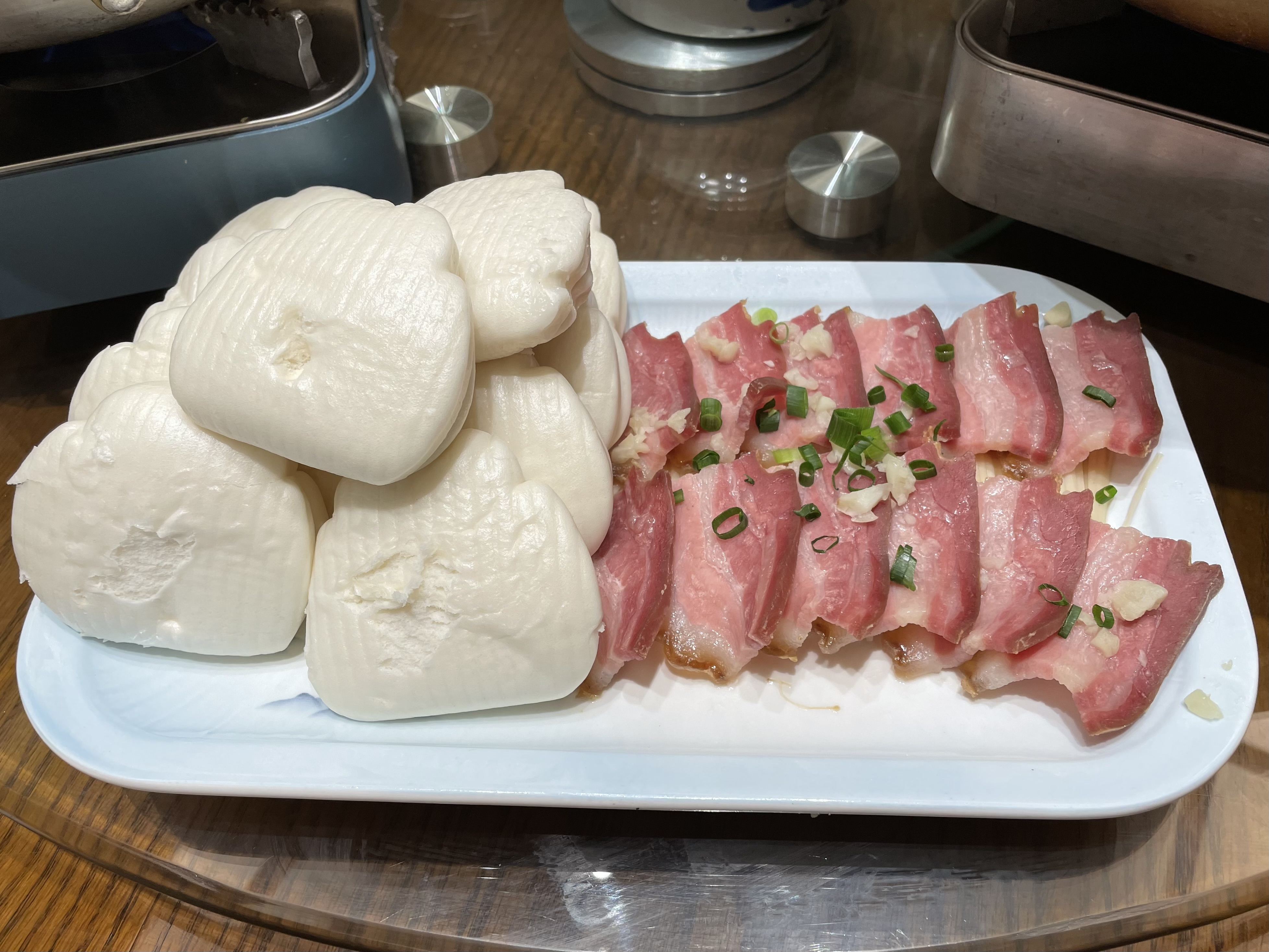
徽州刀板香

- 四川遂宁火腿、冕宁火腿、达县火腿、剑阁剑门火腿
- 云南丽江三川火腿、诺邓火腿、禄劝撒贝火腿、鹤庆圆腿（盘腿）
- 甘肃陇西火腿
- 江浙一带火腿的食用方法颇为广泛，蜜汁火方是一种用火腿制作的菜肴。

### 西班牙
- 生火腿（西班牙语：Jamón serrano）（Jamón Serrano，又译山火腿）
- 伊比利亚火腿（Jamón Ibérico）

### 意大利
- 帕尔玛火腿（Prosciutto）
- 寇帕火腿（Capocollo/Coppa）
- 意式煙肉（Pancetta）
- 古拉泰勒火腿（英语：Culatello di Zibello）（Culatello）
- 五花燻肉（Speck）
- 風乾豬面頰肉（Guanciale）

### 英國
- 約克火腿（York Ham）

### 美國
- 斯密斯菲爾德火腿（英语：Smithfield ham）（Smithfield Ham），又名「維珍尼亞火腿」（Virginia Ham）

### 德國
- 慕尼黑火腿（Münchner Schinken）
- 黑森林火腿（Schwarzwälder Schinken）

### 法國
- 巴黎火腿（Jambon de Paris）

## 三明治火腿
或稱壓制火腿、「壓型火腿」，常以豬肉的肉泥製作，以塑膠膜封装，方的叫「方火腿」，圆的叫「火腿肠」，通稱「火腿」。常用於三明治。

## 相关
- 鹹肉
- 香腸
- 午餐肉
- 业余无线电 - 流行的名字。

## 外部連結
- （英文）Ham and Food Safety